# هربرت هارلي موراي
هربرت هارلي موراي هو موظف مدني كندي، ولد في 4 نوفمبر 1829، وتوفي في 22 مارس 1904.